# Paweł Puczek
Paweł Puczek (ur. 29 czerwca 1936 w Cisownicy na Śląsku Cieszyńskim, zm. 9 września 2018 w Warszawie) – polski skrzypek, pedagog, profesor sztuk muzycznych, nauczyciel akademicki Akademii Muzycznej im. Karola Szymanowskiego w Katowicach.

## Życiorys
Był uczniem klasy skrzypiec w Państwowej Szkole Muzycznej w Cieszynie (1948-1955) oraz Liceum Pedagogicznego tamże (1950-1954). Studiował w Państwowej Wyższej Szkole Muzycznej w Katowicach, gdzie otrzymał dyplom z odznaczeniem w zakresie gry na skrzypcach i muzyki kameralnej (1960). Był tam uczniem Stanisława Mikuszewskiego. Od 1960 pracował na macierzystej uczelni (przemianowanej w 1979 na Akademię Muzyczną w Katowicach), w 1967 przeprowadził przewód kwalifikacyjny I stopnia, w 1974 został mianowany docentem, w latach 1981-1987 był prodziekanem Wydziału Instrumentalnego, od 1984 kierownikiem Katedry Instrumentów Smyczkowych. W 1990 uzyskał tytuł profesora sztuk muzycznych. W latach 1990-2004 prowadził również klasę skrzypiec w Akademii Muzycznej we Wrocławiu.
Był laureatem Ogólnopolskiego Konkursu Skrzypcowego im. E. Ysaÿe’a (1959), członkiem polskiej ekipy na IV Międzynarodowy Konkurs im. H. Wieniawskiego w Poznaniu (1962). W 1965 r. odbył staż w Konserwatorium Moskiewskim, w l. 1966-1967 był koncertmistrzem Filharmonii Pomorskiej w Bydgoszczy oraz Capelli Bydgostiensis pro Musica Antiqua, w l. 1967-1970 prowadził Orkiestrę Kameralną „Musici Concertanti”, z którą przeprowadzał tournée zagraniczne i nagrania, w l. 1976-1980 był jednym z koncertmistrzów Opéra Royal w Liège (Belgia).
Od 1971 był kierownikiem Ogólnopolskich Kursów Pedagogiki Skrzypcowej. Na zlecenie Ministerstwa Kultury i Sztuki opracował autorski program nauczania gry na skrzypcach w szkołach muzycznych I stopnia obowiązujący od 1992 r. Był promotorem i recenzentem przewodów doktorskich, habilitacyjnych i nominacji profesorskich. Był także jurorem wielu krajowych i międzynarodowych konkursów skrzypcowych.
21 września 2018 został pochowany na cmentarzu ewangelicko-augsburskim przy ul. Młynarskiej w Warszawie (aleja 51, grób 98a).